# José Antonio Vidal-Quadras
José Antonio Vidal-Quadras Rosales  (Barcelona, 1931-Pamplona, 27 de agosto de 2014) fue un periodista y profesor universitario español.

## Biografía
José Antonio nació en Barcelona en 1931. Hijo del pintor José María Vidal-Quadras y de Teresa Rosales. Su familia, originaria de Sitges, emigró a Santiago de Cuba, donde fundó una de las principales compañías mercantiles de la isla. A mediados del siglo XIX regresaon a Barcelona y allí emprendieron un nuevo negocio: la Banca Vidal Quadras.
Iniciados sus primeros estudios elementales en Barcelona, los completó en el colegio de los capuchinos de Lecároz (Navarra). Posteriormente se licenció en Derecho en la Universidad de Santiago de Compostela, y estudió en la Escuela Oficial de Periodismo en Madrid (1959).
Comenzó su actividad periodística como redactor del Diario Regional (Valladolid, 1955-1956). Prosiguiendo en La Actualidad Española (1956-1974), donde pasó por todos los cargos —de redactor a director—, con un breve paréntesis en 1959 que fue nombrado jefe de sección de la agencia de noticias Europa Press; y finalmente en Mundo Cristiano, donde fue subdirector (1974-1981).
En el curso académico 1983-84, Carlos Soria Saiz, decano de la Facultad de Comunicación de la Universidad de Navarra, le propuso incorporarse al claustro de la facultad como profesor de Redacción Periodística. José Antonio se trasladó a Pamplona, donde vivió hasta su fallecimiento. En esos años, donde ejerció la docencia, culminó sus estudios académicos. Concretamente, el 14 de  octubre de 1991 obtuvo el grado de Doctor en Periodismo, tras defender su tesis doctoral "José Ortiz-Echagüe: fotógrafo (1886-1890)", dirigida por Gonzalo Redondo.
Además de su faceta docente, Vidal-Quadras fue editor de la publicación universitaria Desde Faustino (1992-2009); y formó parte de Nuestro Tiempo,como autor de las secciones fijas Ecos del campus (desde 1994) y Álbum de fotos (desde 1997), donde descubría rincones y personajes anónimos de la Universidad.Si bien, su primera colaboración —una crónica de la peregrinación de Pablo VI a Tierra Santa— vio la luz en febrero de 1964.
Tras su jubilación en 2001, Vidal-Quadras publicó junto con Esteban López-Escobar el libro de los cincuenta años de la Universidad de Navarra; una biografía sobre su padre, José María Vidal-Quadras; y colaboró en la publicación de diversos textos sobre san Josemaría Escrivá.  
José Antonio Vidal-Quadras falleció al mediodía del 27 de agosto en la Clínica Universidad de Navarra (Pamplona), a los 83 años de edad, tras haber superado diferentes enfermedades al final de su vida.